# Sidi Bouzid (Laghouat)
Sidi Bouzid (în arabă سيدي بوزيد) este o comună din provincia Laghouat, Algeria.
Populația comunei este de 5.191 de locuitori (2008).